# Cohoes
Cohoes è una città degli Stati Uniti d'America situata nella contea di Albany dello Stato di New York.

## Storia
Nei primi anni della colonizzazione olandese, la maggior parte del territorio della città faceva un tempo parte dell'area del Manor di Rensselaerswyck, un maniero o patrocinio in stile feudale. Il terreno a nord di una linea che attraversa le cascate di Cohoes (oggi Manor Avenue) era fuori dal Manor ed era di proprietà della famiglia Van Olohde tra il 1725 e il 1750. Rensselaerswyck fu fondato da Killiaen Van Rensselaer, il patroon e un mercante olandese. Nel 1632, fece misurare da un agente un'enorme area a forma di triangolo attorno alla confluenza dei fiumi Mohawk e Hudson, dall'Isola Peebles a nord-ovest fino alle cascate di Cohoes e a sud fino all'odierna Watervliet; questa area era il nucleo della futura città di Cohoes. A partire dal 1690, il Patroon iniziò a rilasciare affitti per l'area di Cohoes, riservando per sé una striscia sotto le cascate di Cohoes per il futuro sito di mulini alimentati ad acqua.
Mappa del villaggio di Cohoes nel 1866. Il nord è a destra. Sebbene l'area non fosse molto popolata per un certo periodo, era conosciuta per le cascate di Cohoes. Una delle prime descrizioni delle cascate risale al 1642 ad opera di Johannes Megapolensis, il primo dominie (pastore riformato olandese) di Beverwyck. Un'altra descrizione precoce risale al 1656 ad opera di Adriaen van der Donck nella sua Descrizione della Nuova Olanda. Nel XVII secolo, una balena risalì il fiume Hudson, rimanendo intrappolata nel fiume Mohawk su un'isola appena sotto le cascate di Cohoes. I coloni olandesi non riuscivano facilmente a raggiungere il grande cadavere per rimuoverlo. Mentre marciva, il fiume divenne scivoloso per tre settimane. Un colono commentò che "l'aria era infettata dal suo tanfo... percepibile per due miglia sottovento". A partire dal 1646, i coloni chiamarono questa terra Isola della Balena.
Durante le varie guerre francesi e indiane di metà XVIII secolo, l'Isola Van Schaick fu sviluppata come parte di una strada militare che partiva da Albany a nord lungo le isole alla foce del fiume Mohawk. Queste isole permettevano passaggi più facili attraverso le varie foci del Mohawk e l'accesso a Waterford e punti a nord. Le isole furono utilizzate per numerosi accampamenti militari durante sia le guerre francesi e indiane che la guerra rivoluzionaria americana.
Un segnale storico dello Stato di New York per l'Isola Van Schaick, parte della città di Cohoes. Il segnale si trova vicino all'incrocio tra Delaware Avenue e Ontario Street. La Van Schaick Mansion sull'Isola Van Schaick fu costruita negli anni '30 del 1700; fu uno dei siti utilizzati come quartier generale militare durante la Rivoluzione dagli americani sotto i maggiori generali Philip Schuyler e Horatio Gates. L'Isola Van Schaick fu la prima parte di Cohoes ad essere colonizzata e coltivata; era precedentemente conosciuta come Isola Cohoes e Isola Anthony.

## Monumenti e luoghi d'interesse
- Municipio di Cohoes